# Neotropius
Neotropius is een geslacht van straalvinnige vissen uit de familie van glasmeervallen (Schilbeidae).

## Soorten
- Neotropius acutirostris (Day, 1870)
- Neotropius atherinoides (Bloch, 1794)
- Neotropius khavalchor Kulkarni, 1952